# إديث هانسون
إديث هانسون (بالإنجليزية: Edith Hanson)‏ (باليابانية: イーデス・ハンソン) هي تارينتو وممثلة يابانية وأمريكية، ولدت في 28 أغسطس 1939 في الهند.